# 叶连娜·韦尼阿米诺芙娜·邦达连科
叶连娜·韦尼阿米诺芙娜·邦达连科（羅馬化：Yelena Veniaminovna Bondarenko；1968年6月10日—）是统一俄罗斯党的俄罗斯政治人物。她在国家杜马里代表格奥尔基耶夫斯克。
邦达连科于2022年因俄乌战争而受到多国制裁，包括英国、美国、欧盟等。